# Teltow
Teltow – miasto we wschodnich Niemczech w kraju związkowym Brandenburgia, w powiecie Potsdam-Mittelmark. Od północy graniczy z berlińską dzielnicą Steglitz-Zehlendorf i jest częścią berlińskiej aglomeracji.
Miasto jest położone około 20 km na południowy zachód od centrum Berlina i 17 km na wschód od Poczdamu. Teltow jest największym miastem powiatu Potsdam-Mittelmark i od 2005 roku posiada końcową stację linii S25 berlińskiej szybkiej kolei miejskiej.
W mieście rozwinął się przemysł elektroniczny, farmaceutyczny oraz precyzyjny.
W języku polskim miasto notowane w przeszłości pod nazwą Dłutowo.

## Współpraca
Miejscowości partnerskie:
- Polska: Żagań
- Nadrenia Północna-Westfalia: Ahlen
- Francja: Gonfreville-l’Orcher